# Friedrich Albert von Zenker
Pour les articles homonymes, voir Zenker.
Friedrich Albert von Zenker (né le 13 mars 1825 à Dresde - décédé le 13 juin 1898 à Reppentin, un quartier de Plau am See dans le Mecklembourg) était un anatomo-pathologiste saxon. Il a démontré la létalité des trichinoses pour l'Homme (1860).

## Parcours
Friedrich Albert est le deuxième-né d'Albert Zenker (conseiller privé au ministère de la Maison Royale de Dresde ainsi que secrétaire privé du roi de Saxe) et d'Emilie Kohlschütter, fille de Karl Christian Kohlschütter (de).
Il étudie la médecine à Leipzig, notamment avec Ernst Heinrich Weber (1795-1878), et à Heidelberg avec Friedrich Gustav Jacob Henle (1809-1885) and Karl von Pfeufer (1806-1869).
Il travaille à l'université de Leipzig avant d'obtenir un poste à Dresde où il enseigne la pathologie à l'Académie de médecine et de chirurgie. Il accède à la célébrité lorsqu'il découvre, le 28 janvier 1860, que la mort d'une jeune fille décédée dans des conditions mystérieuses à l’hôpital de Dresde, est en réalité imputable à une trichinose. Il démontra ainsi que les infections par trichines, qu'on considérait depuis le milieu des années 1830 comme des parasites bénins, peuvent déclencher des complications mortelles, même chez l'homme. Il devient, en 1862, professeur de pathologie à Erlangen, fonction qu'il conserve jusqu'à sa retraite en 1895.
Il a laissé son nom à un diverticule du pharynx.

## Distinctions
En 1865 il reçoit le prix Monthyon et l'Ordre du mérite civil de la Couronne de Bavière.

## Botanique
Une abréviation en botanique est attribuée à Friedrich von Zenker par l'IPNI, sans plus de précision.
F.Zenker est l’abréviation botanique standard de Friedrich Albert von Zenker.
Consulter la liste des abréviations d'auteur en botanique ou la liste des plantes assignées à cet auteur par l'IPNI, la liste des champignons assignés par MycoBank, la liste des algues assignées par l'AlgaeBase et la liste des fossiles assignés à cet auteur par l'IFPNI.

## Publications
- Zenker, « Über die Trichinenkrankheit des Menschen », Virchows Archiv für pathologische Anatomie und Physiologie und für klinische Medizin, Berlin, no 18,‎ 1860, p. 561-572.
- Zenker, « Beiträge zur Lehre von der Trichinenkrankheit–Historischer Überblick », Deutsches Archiv für klinische Medicin, no 1,‎ 1866, p. 90-124
- Zenker, Beiträge zur normalen und pathologischen Anatomie der Lungen, Dresde, G. Schönfelds Buchhandlung, 1862.
Contient la première description de l'embolie pulmonaire chez l'Homme.
- Über die Veränderungen der willkürlichen Muskeln in Typhus abdom. Leipzig (1864).
- (en coll. avec Hugo Wilhelm von Ziemssen) Krankheiten des Oesophagus, Leipzig, 1867.
(republié dans le « Manuel de Thérapie générale » de Ziemssen (1874, vol. 7, 1re partie, annexe ;pages= 1-208)
- Zenker, « Über Staubinhalationskrankheiten der Lungen », Deutsches Archiv für klinische Medicin, vol. II,‎ 1867, p. 116-172.
- Zenker, « Zur pathologischen Anatomie der acuten gelben Leberatrophie », Deutsches Archiv für klinische Medicin,, Leipzig, vol. X,‎ 1872.
- Über den Cysticercus racemosus des Gehirns. Bonn, 1882.